# Sidney Martin
Sidney Hugh Martin (11 de janeiro de 1909 — 13 de fevereiro de 1988) foi um jogador de críquete sul-africano de primeira classe que jogou 267 jogos de primeira classe no críquete sul-africano e inglês. Ele era tio do jogador de críquete de teste da África do Sul Hugh Tayfield.
Martin fez sua estreia de primeira classe na Copa Currie de Natal contra o Eastern Province em março de 1926, levando dois postigos de segunda entrada, incluindo o de Arthur Ochse. Ele jogou mais dois jogos (ambos também contra o Natal) na temporada seguinte, fazendo seis postigos na primeira partida e marcando 64 não eliminados nas primeiras entradas do segundo jogo.
Em 1929, Martin fez sua estreia na Inglaterra, jogando pelo MCC contra a Universidade de Oxford no Lord's, e embora tenha retornado a Natal durante os invernos ingleses, ele não jogou mais críquete fora da Inglaterra até depois da Segunda Guerra Mundial. Ele apareceu com bastante regularidade para o MCC em 1929 e 1930; seu melhor retorno de bowling para eles foi o 7/43 que ele reivindicou nas primeiras entradas contra a Marinha Real em Chatham em julho de 1929, enquanto sua pontuação mais alta foi os 97 que ele fez contra o Exército em agosto de 1930.
Em 1931, Martin fez uma estreia bastante discreta no Worcestershire, levando dois postigos e marcando 4 contra os neozelandeses. Ele começou sua carreira no Campeonato do Condado na temporada seguinte, e permaneceu um fiel do time até a eclosão da guerra. Ele simplesmente não conseguiu marcar suas mil corridas de primeira classe para a temporada em 1932, mas alcançou o marco todos os anos de 1933 a 1939, enquanto em 1937 e 1939 ele alcançou o dobro.
Seu ano mais produtivo com o bastão foi 1935, no qual ele atingiu cinco séculos, incluindo o melhor de sua carreira, um primeiro turno de 191* contra Northamptonshire. Como bowler, ele três vezes levou oito postigos em um turno, o melhor desses retornos (e o melhor de sua carreira) sendo o 8/24 que ele fez contra Sussex em agosto de 1939, com números de jogo de 13/88.
A guerra então interveio e, de fato, ele nunca mais jogou críquete de primeira classe na Inglaterra. Sua próxima aparição foi no Natal, jogando contra o Transvaal em uma partida que começou no Boxing Day de 1945. Ele jogou uma campanha completa na Copa Currie com o Natal em 1946/47, e em novembro de 1946 levou 32/5 contra o Griqualand West. De 1947/48 até o final de sua carreira em 1949/50, Martin representou a Rodésia, agora tendo se mudado para morar lá. Para eles, seu melhor desempenho foi o 6/49 que ele levou contra um time de turismo do MCC em Salisbury em fevereiro de 1949. Ele foi o capitão da equipe da Rodésia em quatro ocasiões.
Embora ele nunca tenha atuado como árbitro em uma partida de primeira classe, ele ficou (com Paul Gibb) no jogo centenário de Worcestershire contra o MCC em 1965.
Além de seu sobrinho Hugh Tayfield (mencionado acima), três dos outros parentes de Martin jogavam críquete de primeira classe: seu filho Hugh Martin e outros dois sobrinhos Arthur Tayfield e Cyril Tayfield.